# 巴洛德
巴洛德（Balod），是印度恰蒂斯加尔邦Durg县的一个城镇。总人口21044（2001年）。

## 人口
该地2001年总人口21044人，其中男性10687人，女性10357人；0—6岁人口2759人，其中男1446人，女1313人；识字率73.04%，其中男性为79.97%，女性为65.89%。